# 印度童軍與女童軍
印度童軍與女童軍（英語：The Bharat Scouts and Guides, BSG）是印度的國家童軍與女童軍組織。印度童軍與女童軍的總部受到印度政府的認可。
印度的童軍運動起源於1909年，當時為英國童軍總會的海外分部之一，1938年成為世界童軍運動組織的成員。印度的女童軍運動則起源於1911年，1928年成為世界女童軍協會的創始成員之一，當時印度女童軍運動涵蓋了現今的孟加拉與巴基斯坦。2011年止，印度童軍與女童軍共有2,886,460名童軍成員；2005年為止，女童軍成員則為1,286,161名。

## 歷史

### 童軍

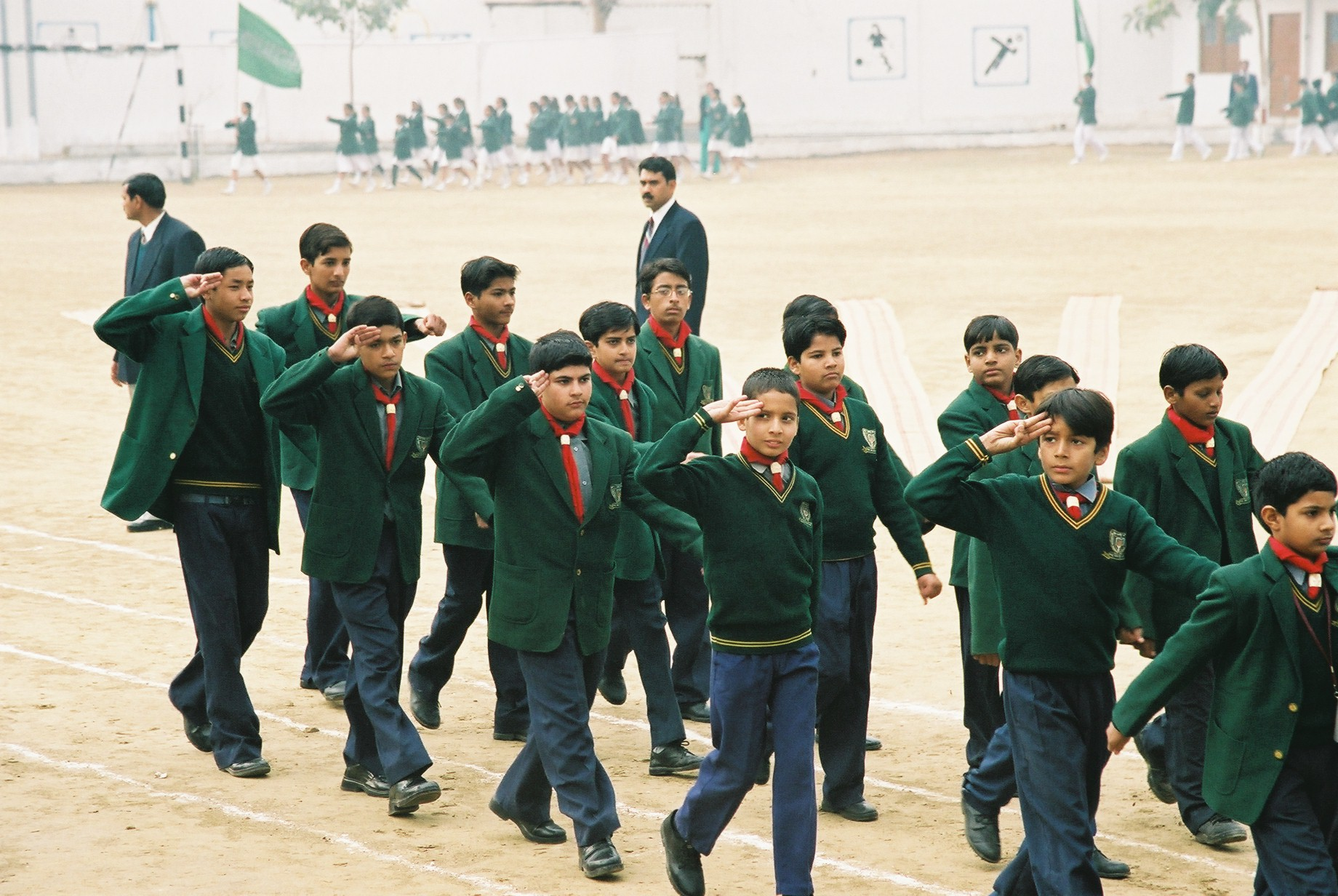
德里的童軍。

印度的童軍運動起源於1909年的英屬印度，由班加羅爾的卡騰主教男書院成立。而印度本土的童軍運動則起源於1913年，由維維安·玻色法官、班智達馬丹·摩漢·馬拉彌雅、班智達H·N·昆斯魯、吉里賈·尚卡爾·巴傑帕伊、安妮·貝費特與喬治·阿倫戴爾等人發起。在此之前，印度的童軍組織只開放給英國與外國的童軍成員加入。1916年，幼童軍開始成立，隨後羅浮童軍也於1918年成立。
1916年，加爾各答的高級副總監與警官J·S·威爾森引入了《童軍警探》，作為加爾各答警察訓練學校的教科書。當時威爾森自願提供加爾各答地區童軍總監阿爾弗雷德·皮克福德服務，1917年就成為舊使命教堂童軍團（Old Mission Church Troop）的助理童軍服務員。當時他們正掙扎著思考是否讓印度的男孩准許加入英國童軍總會，但受到當時的英屬印度政府反對，因政府認為「童軍活動可能會讓人們訓練成革命者」。在很短的時間內，威爾森就擔任了幼童軍與童軍服務員；當1919年5月，皮克福德晉升為印度童軍總監時，威爾森繼任了加爾各答地區童軍總監。
為了繞開政府「禁止印度人加入英國童軍總會」的禁令，「孟加拉童軍」（Boy Scouts of Bengal，非現今的孟加拉童軍）成立，採用相同的理念與方法。許多獨立的童軍組織開始前仆後繼地於印度成立，如1916年成立的「印度人童軍總會」（Indian Boy Scouts Association，根據地為金奈，由安妮·貝費特與喬治·阿倫戴爾領軍）、「邁索爾童軍」（Boy Scouts of Mysore）、「巴羅達童軍」（Boy Scouts of Baroda）、海得拉巴的「尼扎姆童軍」（Nizam's Scouts）、「喜哇·薩米提童軍總會」（Seva Samiti Scout Association，成立於1917年，由馬丹·摩漢·馬拉彌雅與H·N·昆斯魯領軍）等其他類似組織。1920年8月，各童軍團於加爾各答召開會議，而當時威爾森主持了童軍大會操，結果印度總督發函邀請世界童軍總領袖羅伯特·貝登堡造訪印度。1921年1月下旬，貝登堡與奧莉芙·貝登堡抵達孟買，展開了次大陸的短期旅行，並在前往仰光前造訪加爾各答。阿爾弗雷德·皮克福德全程陪同貝登堡，並成為最親密的朋友。
在貝登堡造訪之下，除喜哇·薩米提童軍總會外的其他童軍組織聯合起來，合併成「印度童軍總會」（The Boy Scouts Association in India）。1922年，皮克福德回到英格蘭，被任命為英國童軍總會於倫敦總部的海外總監，但他的夢想「印度本地男孩能加入童軍計畫」則得到了實現。
1938年，數名童軍成員因民族主義的浪潮，而離開了印度童軍總會。他們聯合喜哇·薩米提童軍總會與新創立的「印度國家童軍總會」（India National Scout Association），共同成立了第一個印度童軍與女童軍合流的組織「印度斯坦童軍總會」（Hindustan Scout Association）。同年，印度童軍總會成為了世界童軍運動組織的成員。

### 書籍
- Scouting 'Round the World, John S. Wilson, first edition, Blandford Press 1959 page 203.

## 外部連結
- 印度童軍與女童軍官方網站 （页面存档备份，存于）